# Diplogaster rivalis
Diplogaster rivalis is een rondwormensoort uit de familie van de Diplogasteridae.